# クライスラー・コルドバ
クライスラー・コルドバ(Chrysler Cordoba)はクライスラー社（現・北米ステランティス社）が製造/販売していた乗用車である。

## ニューポート・コルドバ
1970年、クライスラー部門の下、中級フルサイズの「ニューポート」に春限定の「ニューポート・コルドバ」パッケージが登場した。
ボディー・カラーは「コルドバ・ゴールド」という名の金色で塗装され、バイナルトップ、インテリア、シート、ホイールカバー等、クロームパーツ(メッキパーツ)をのぞけばすべて金色で塗装されているといってもよいほどであった。
この「ニューポート・コルドバ」には専用のメダリオン・エンブレムがボンネットに飾られ、バイナルトップ、シートなどにも同じものが描かれていた。

## 初代 (1975年 - 1979年)

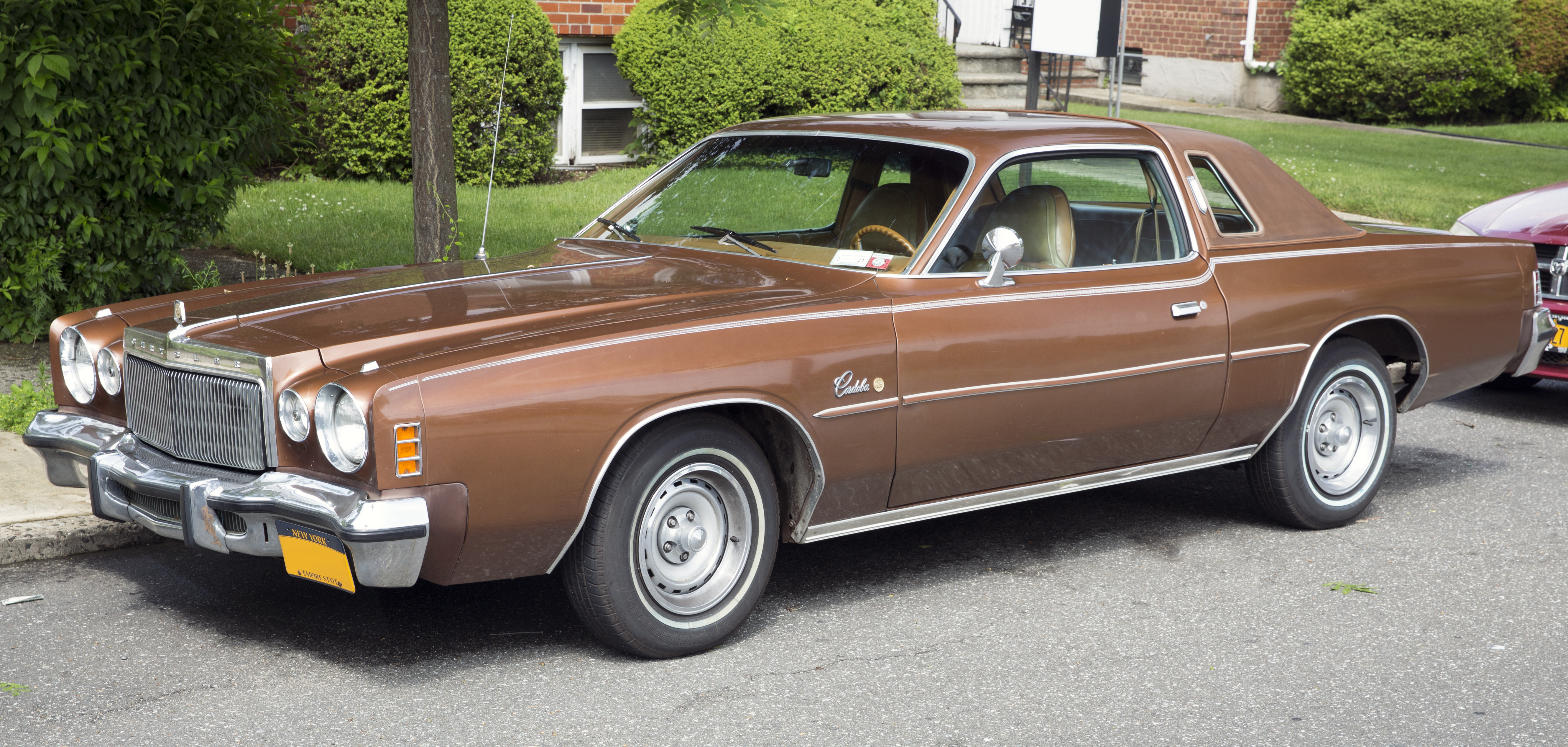
76年型 コルドバ

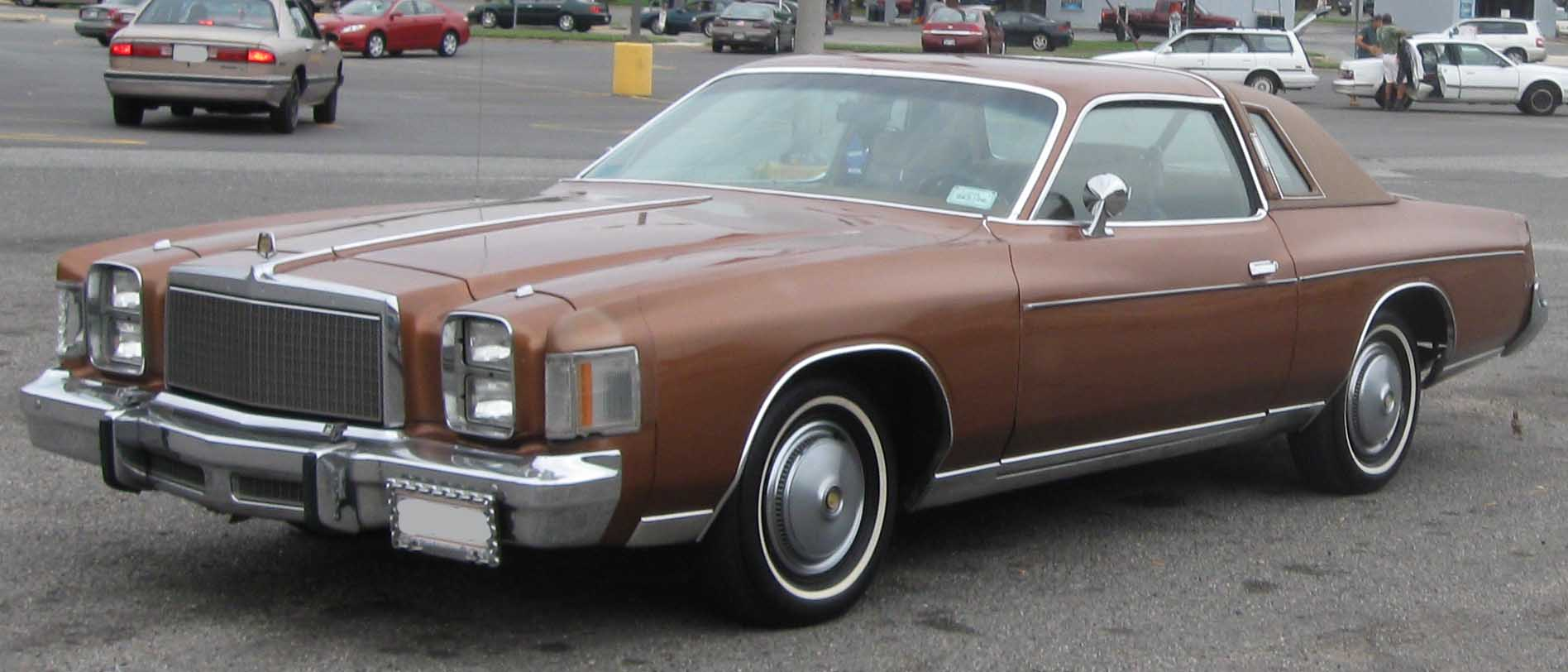
78～79年型 コルドバ

1975年に「ニューポート」から独立したかたちで「コルドバ」は登場する。
クライスラー部門初のインターミディエイト(ミッドサイズ)であり、1975年当時プリムス・フューリー、プリムス・フューリー・ロードランナー、ダッジ・チャージャー、ダッジ・コロネットなどが使用していたB-Body(Bボディー)を使用して開発された。
コルドバのバッジエンジニアリングでダッジ・チャージャーSEが存在する。
ライバル車はシボレー・モンテカルロ、オールズモビル・カトラス・スプリーム、フォード・サンダーバードであった。
1978年型でモデルチェンジ(マイナー)する。丸目4連ライトから角目4連ライトへ変更した。
初代コルドバのコマーシャルは全てリカルド・モンタルバンが出演した。
1977年には、若者向けのコルドバといったかたちでクライスラー・レバロンが登場する。

## 2代目 (1980年 - 1983年)
1980年型でコルドバはフルモデルチェンジをする。
より燃費にすぐれた車になった。
オプションでコンバーチブルのトップ(幌)に似たルーフを選ぶことができた。
1981年には「コルドバ・LS」が登場した。この車はベースのコルドバとは違うフロントフェイスをもっていた。LSのフロントグリルは80年代後半のダッジのグリルとまったく同じなため、ダッジのスピリットグリルの原点はこの「コルドバ・LS」にあると考えられる。
コマーシャルの出演は2代目もリカルド・モンタルバンであり1980-1982年頃まで出演した。その後、1983年からはフルモデルチェンジしたクライスラー・ニューヨーカー、1984年からはクライスラー・レバロン、またクライスラー部門全体のコマーシャルに出演することとなる。